# Селяни (фільм, 1939)
«Селяни» (азерб. Kəndilər) — азербайджанський радянський історичний художній фільм 1939 року, знятий на Бакинській кіностудії.

## Сюжет
Історико-революційний фільм, розповідає про боротьбу селян і бакинського пролетаріату проти поміщиків і мусаватистів в 1919 році.

## У ролях
- Алескер Гаджи Алекперов — Гойдамир
- Мустафа Марданов — Тахмаз
- Рза Дарабли — Гаджигасан
- Борис Байков — Петро
- Рза Афганли — Абас
- Сідгі Рухулла — пристав
- Алі Курбанов — Сідий Ігіт
- Мовсун Санані — Ельдар, табунник
- Хайрі Емір-заде — Мехмандарбек
- Тамара Іскандерова — Ульфет
- Микаїл Микайлов — син Бека
- Атамоглан Рзаєв — син Гаджи Гасана
- Алісаттар Меліков — Рагім
- Олександр Волохов — полковник
- Ісмаїл Османли — міністр землеробства
- Фатех Фатуллаєв — епізод
- Мамедрза Шейхзаманов — епізод
- Мірмахмуд Казимовський — Ахмет, телеграфіст
- Тора Зейналова — епізод
- Муса Хаджизаде — епізод

## Знімальна група
- Автор сценарію: Георгій Мдівані
- Режисер-постановник: Самед Марданов
- Оператори-постановники: Дмитро Фельдман, Федір Фельдман
- Композитор: Ніязі
- Автор тексту пісні: Расул Рза